# Radioactive Earslaughter
Radioactive è l'album esordio del gruppo grindcore, Extreme Noise Terror, pubblicato nel 1986 dalla Manic Ears Records.
L'album è stato registrato in split con un'altra band hardcore punk, i Chaos UK.
Il primo disco è stato registrato dagli Extreme Noise Terror, il secondo dai Chaos UK.

## Tracce

### CD 1
1. System Shit
2. No Threat
3. Human Error
4. Murder
5. False Profit
6. Show Us You Care
7. You Really Make Me Sick
8. Fucked Up System
9. Dead Life
10. Only In It For The Music

### CD 2
1. A Month Of Sundays
2. Red Sky At Night
3. Used And Abused
4. Political Dreaming
5. Skate Song
6. Bak To School
7. Depression
8. Hope You Got A Fuckin' Headache

## Formazione
- Dean Jones - voce
- Phil Vane - voce
- Pete Hurley - chitarra e voce
- Jerry Clay - basso e voce
- Pig Killer - batteria